# Солнечное затмение 3 ноября 2013 года
Солнечное затмение 3 ноября 2013 года — гибридное (полное/кольцеобразное) солнечное затмение 143 сароса, которое можно было наблюдать в северной и центральной частях Атлантического океана, а также в Африке.
Максимум затмения находился южнее Ганы в 12:47:36 UTC и продолжался 1 минуту 40 секунд.
Затмение прошло своей максимальной фазой с запада на восток по центральной части Габона (фаза в г.Порт-Жантиль — 0,997 в 13:50 UTC или 14:50 местного времени) и Республики Конго, на севере Демократической Республики Конго (полное затмение в г.Мбандака в течение 30 секунд в 14:08 UTC или 15:08 местного времени), на севере Уганды, северо-западе Кении, вдоль южной границы Эфиопии и захватило небольшую часть территории Сомали. 
Полное затмение также наблюдалось на пересечении нулевого меридиана и экватора (в Гвинейском заливе).
Частные фазы затмения можно было наблюдать на восходе солнца на восточном побережье США и Канады, на островах Карибского моря и в северной части Южной Америки, включая значительную часть территории Бразилии, а в середине дня — практически по всей Африке. В Уганде Паквач стал центром наблюдения и празднования К тысячам местных жителей присоединились туристы и профессиональные наблюдатели солнечного затмения. На юге Европы затмение наблюдалось в крайне малых фазах (в основном до 0,1) в середине дня, а на закате — на Кавказе. На территории России частное затмение можно было наблюдать также в фазах менее 0,1 вечером на черноморском побережье и теоретически на север до линии Новороссийск — Элиста.
Основные населённые пункты, где наблюдалось полное затмение
| Населенный пункт          | Время UTC | Η     | Длительность |
| Макоа (англ.)             | 14:03:33  | 37,8° | 49 с         |
| Мбандака                  | 14:08:00  | 34,2° | 16 с         |
| Небби                     | 14:22:16  | 17,8° | 23 с         |
| Гулу                      | 14:23:06  | 16,4° | 20 с         |
| берег оз. Туркана (англ.) | 14:25:07  | 12,3° | 15 с         |

| Город        | Первое касание (UTC / местное время) | Максимальная фаза (UTC / местное время) | Размер максимальной фазы | Последнее касание (UTC / местное время) |
| ------------ | ------------------------------------ | --------------------------------------- | ------------------------ | --------------------------------------- |
| Торонто      | до восхода (восход в 11:56/06:56)    | до восхода                              | 0,68                     | 12:11 / 07:11                           |
| Нью-Йорк     | до восхода (восход в 11:29/06:29)    | до восхода                              | 0,73                     | 12:11 / 07:13                           |
| Майами       | до восхода (восход в 11:31/06:31)    | до восхода                              | 0,79                     | 12:02 / 07:02                           |
| Гавана       | до восхода (восход в 11:36/06:36)    | до восхода                              | 0,69                     | 12:00 / 07:00                           |
| Йоханнесбург | 13:40 / 15:40                        | 14:16 / 16:16                           | 0,13                     | 14:50 / 16:50                           |
| Каир         | 13:07 / 15:07                        | 13:58 / 15:58                           | 0,26                     | 14:45 / 16:45                           |
| Хургада      | 13:09 / 15:09                        | 14:05 / 16:05                           | 0,34                     | 14:55 / 16:55                           |
| Шарм-эш-Шейх | 13:10 / 15:10                        | 14:04 / 16:04                           | 0,32                     | 14:53 / 16:53                           |
| Иерусалим    | 13:12 / 15:12                        | 13:59 / 15:59                           | 0,24                     | 14:43 / 16:43                           |
| Никосия      | 13:13 / 15:13                        | 13:53 / 15:53                           | 0,16                     | 14:30 / 16:30                           |
| Анталья      | 13:13 / 15:13                        | 13:48 / 15:48                           | 0,11                     | 14:20 / 16:20                           |
| Анкара       | 13:19 / 15:19                        | 13:45 / 15:45                           | 0,07                     | 14:11 / 16:11                           |
| Стамбул      | 13:21 / 15:21                        | 13:39 / 15:39                           | 0,03                     | 13:57 / 15:57                           |
| Афины        | 13:08 / 15:08                        | 13:37 / 15:37                           | 0,07                     | 14:05 / 16:05                           |
| Палермо      | 12:50 / 13:50                        | 13:18 / 14:18                           | 0,06                     | 13:46 / 14:46                           |
| Тунис        | 12:38 / 13:38                        | 13:13 / 14:13                           | 0,08                     | 13:47 / 14:47                           |
| Барселона    | 12:27 / 13:27                        | 12:49 / 13:49                           | 0,03                     | 13:11 / 14:11                           |
| Мадрид       | 12:00 / 13:00                        | 12:36 / 13:36                           | 0,08                     | 13:11 / 14:11                           |
| Лиссабон     | 11:36                                | 12:23                                   | 0,15                     | 13:11                                   |
| Багдад       | 13:18 / 16:18                        | 14:03 / 17:03                           | 0,26                     | после захода (заход в 14:09/17:09)      |
| Баку         | 13:22 / 17:22                        | после захода (заход в 13:35/17:35)      | 0,14                     | после захода                            |
| Тбилиси      | 13:24 / 17:24                        | после захода (заход в 13:53/17:53)      | 0,09                     | после захода                            |
| Ереван       | 13:22 / 17:22                        | 13:53 / 17:53                           | 0,12                     | 14:23 / 18:23                           |
| Сочи         | 13:29 / 17:29                        | 13:45 / 17:45                           | 0,03                     | 14:01 / 18:01                           |
| Махачкала    | 13:25 / 17:25                        | после захода (заход в 13:47/17:47)      | 0,08                     | после захода                            |

## Фотогалерея

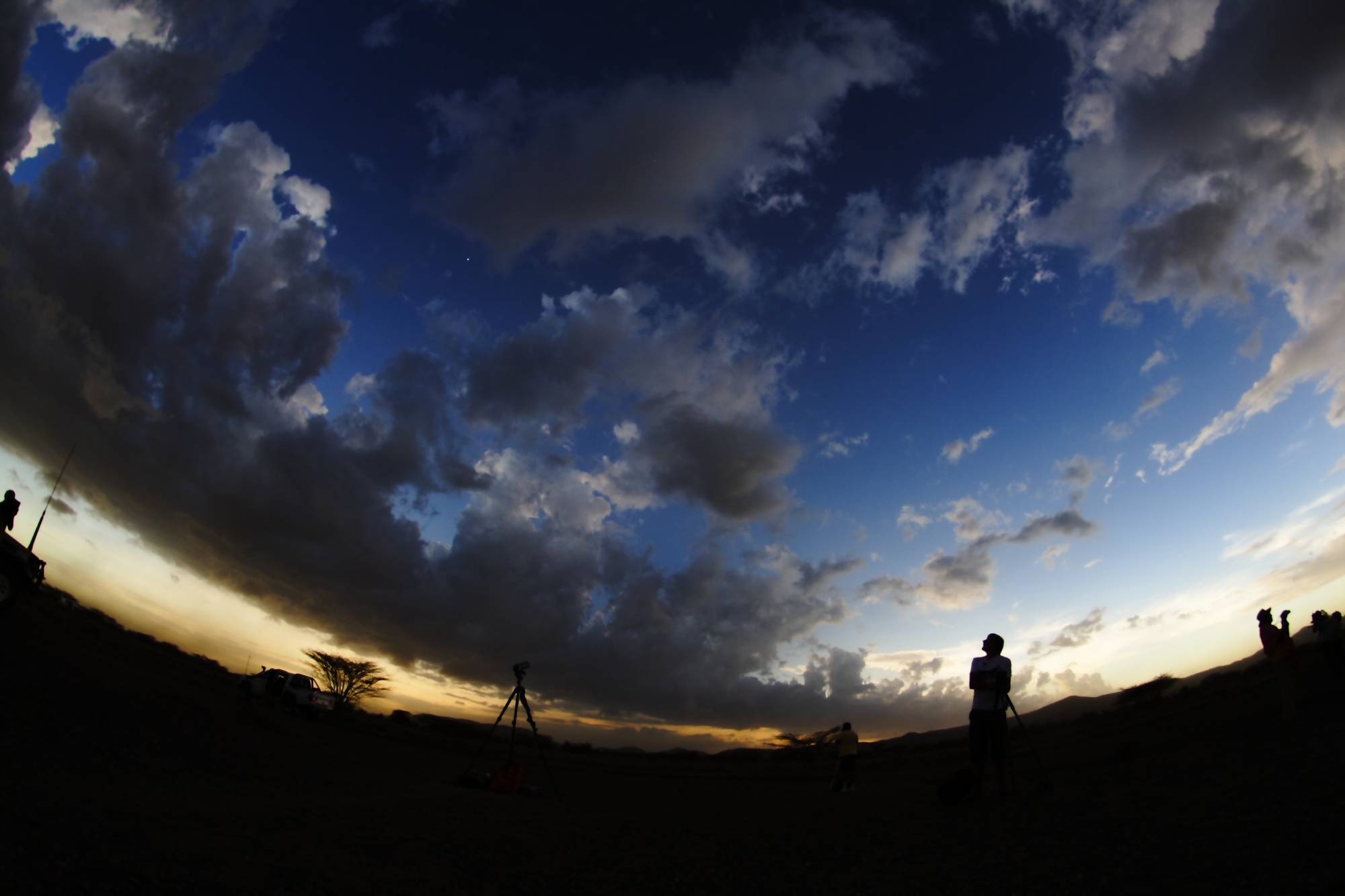
момент полной фазы затмения в окрестностях оз. Туркана, провинция Рифт-Валли, Кения
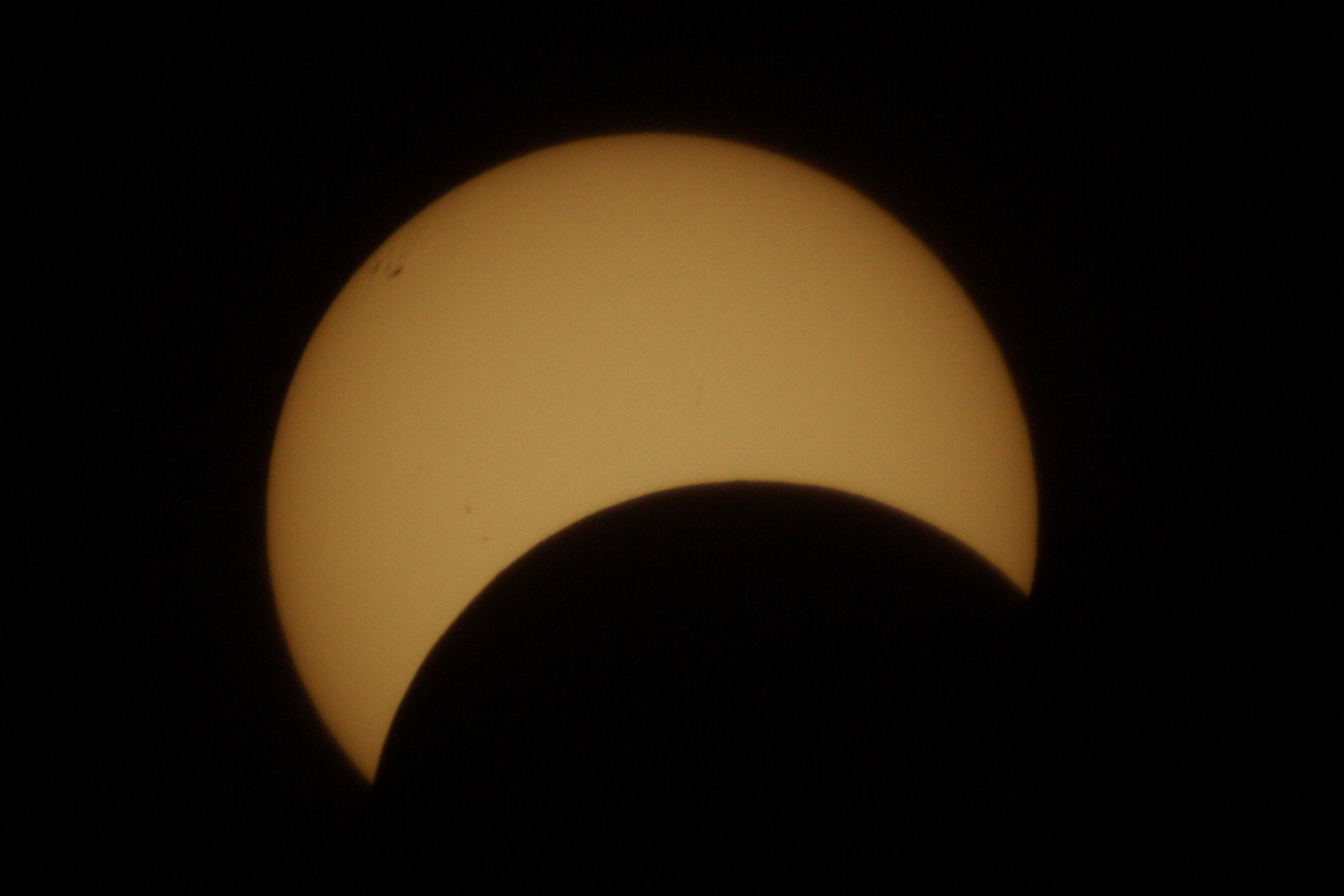
частная фаза затмения в окрестностях оз. Туркана, провинция Рифт-Валли, Кения
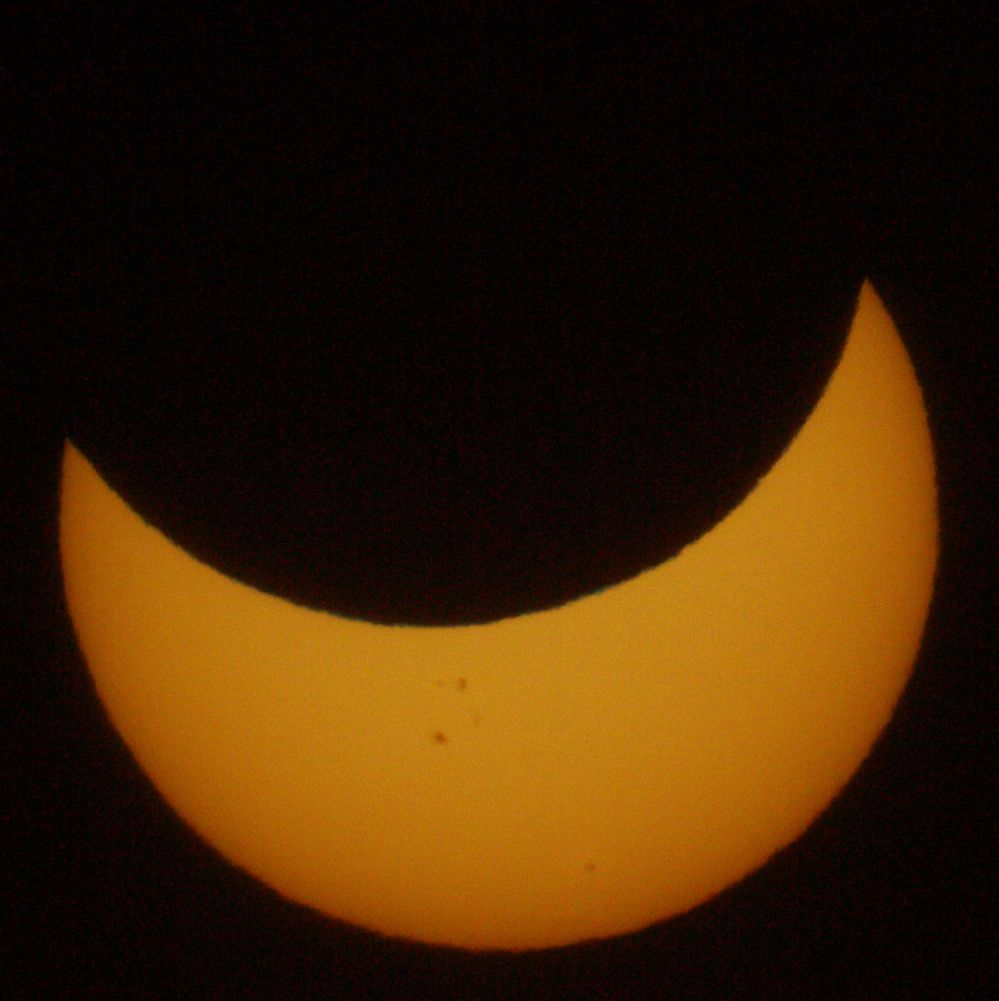
частная фаза затмения в окрестностях оз. Туркана, провинция Рифт-Валли, Кения